# Всесоюзна рада євангельських християн-баптистів
Всесою́зна ра́да єва́нгельських христия́н-бапти́стів (ВРЄХБ) — керівний орган церкви ЄХБ, перебував в Москві; об'єднання церков євангельських християн-баптистів СРСР.
Рада видавала журнал «Братський вісник», організовувала (заочні) курси підготовки проповідників. Для ВРЄХБ характерна тенденція модернізації догматів, культу, організації церкви, відмова від деяких обмежень та заборон, які стосуються, зокрема, прилучення віруючих до культури й громадського життя.
Структурно являла собою федерацію національних союзів ЄХБ всіх 15 радянських республік. ВР ЄХБ (спочатку ВР ЄХіБ) була створена 1944 р. з ініціативи радянської влади і згодом поєднала євангельських християн, баптистів, християн віри євангельської (п'ятидесятників), менонітів та маліші євангельські групи. Частина євангельських церков не увійшла у ВРЄХБ, вважаючи його керівництво конформістами та зрадниками церковних інтересів на користь влади. Увесь час існування союзу відбувались розколи та опозиційні рухи, серед яких наймасштабнішим став протест ініціативників, який призвів до створення Ради церков (РЦ ЄХБ).
На 44-му всесоюзному з'їзді ЄХБ в 1990 році назву об'єднання було змінено на Союз ЄХБ. Після розпаду СРСР єдиний союз розділився на національні об'єднання, які нині входять до складу Євразійської федерації союзів ЄХБ. Об'єднання українських церков було найбільшим у складі ВР ЄХБ. Серед керівників ВР ЄХБ були відомі українські пастори В. Логвиненко, Г. Комендант.

## Літератра
- Крижановська О.О. Євангельскі християни-баптисти (ЄХБ) // Енциклопедія історії України: Т. 3: Е-Й / Редкол.: В. А. Смолій (голова) та ін. НАН України. Інститут історії України. — К.: Наукова думка, 2005. — 672 с.: іл..
- Всеукраїнський союз церков євангельських християн-баптистів // Велика українська енциклопедія : [у 30 т.] / проф. А. М. Киридон (відп. ред.) та ін. — К. : ДНУ «Енциклопедичне видавництво», 2018— . — ISBN 978-617-7238-39-2.